# ADX (파일 포맷)
ADX는 CRI 미들웨어가 비디오 게임에 사용할 목적으로 개발한 손실 사유 오디오 저장 및 압축 포맷이다. ADPCM에서 기원한다. 세가 드림캐스트, 일부 플레이스테이션 2, 닌텐도 게임큐브, Wii 게임들에서 이 포맷을 채택하고 있으며 반복적인 형태의 배경음에 사용하기에 유용한 것으로 입증되었다.